# وادي فغمة (السوم)

تعديل مصدري - تعديل

وادي فغمة هي إحدى قرى عزلة السوم بمديرية السوم التابعة لمحافظة حضرموت، بلغ تعداد سكانها 59 نسمة حسب تعداد اليمن لعام 2004.